# والت روجرز
والت روجرز (بالإنجليزية: Walt Rogers)‏ هو سياسي أمريكي، ولد في 5 يوليو 1961 في واترلو في الولايات المتحدة. حزبياً، نشط في Republican Party of Iowa ‏ والحزب الجمهوري. وقد انتخب عضو مجلس نواب ولاية ايوا.